# 華潤隆地
華潤隆地有限公司（簡稱華潤隆地﹐英文China Resources Longdation﹐2002年至2023年期間曾名為華潤物業有限公司（简称華潤物業）），華潤集團旗下公司，总部位于香港，是在1982年成立，當時是以隆地企業有限公司成立，其主要物業租賃、物業管理、房地產開發、展覽業務。2023年重新改名為華潤隆地。

## 业务

### 物業管理部
主要以華潤物業管理有限公司，其後先後於2021年及2022年收購昇捷控股的物業及設施管理業務及領先管理有限公司。

### 資產管理部
在香港主要經營的物業有香港華潤大廈、Brim28高端餐吧區、山頂道40號及白加道2號别墅等。2023年起先後收購葵芳匯、藍塘傲格林威治村與停車場。
2024年1月，華潤隆地以3.1億港元購入葵芳匯。同年12月，華潤隆地向房協購入5個商場，包括長沙灣的喜漾商場、喜薈商場、喜盈商場、喜韻商場及土瓜灣欣榮花園商場。喜漾商場、喜薈商場、喜盈商場、喜韻商場及欣榮花園商場的購入價分別為4622萬、1.82億、6222萬、1.19億及6.26億港元，總作價超過10億港元。

### 泰國長春置地事業部
泰國長春置地有限公司成立於1989年，主要經營位於曼谷CBD中心的長春廣場都市綜合體。

### 酒店事業部
在中国大陆經營管理12家木棉花酒店和米蘭花酒店，以及泰國Conrad酒店、香港瑞吉酒店等。

### 中藝事业部
中藝于1959年在香港創立，是中高端奢華精品零售商，在香港設有三間分店。